# 白仁天
白 仁天（はく じんてん、ペク・インチョン、朝鮮語: 백인천、1943年 11月27日 - ）は、韓国出身の元プロ野球選手（捕手、外野手）・コーチ・監督、解説者。
韓国人プロ野球選手の草分けであり、気が短く、乱闘も多かった。日韓で首位打者に輝いた韓国プロ野球界の重鎮。

## 来歴

### 現役時代
中華民国江蘇省無錫県で生まれ、蘇州で幼児期を過ごし、1945年に8.15光復後に帰国。その後、米軍政朝鮮のソウルで育つ。7人きょうだいの3番目として誕生し、兄の影響で小学生の時から毎日のようにキャッチボールをするようになる。京東高校に進学した1959年にはイ・ヨンミン打撃賞を受賞し、2年次の1960年6月にはソウル運動場野球場が開場して以来、高校生では初めて本塁打を記録。同年10月には日本に遠征試合の時、神宮でも本塁打を記録したが、戦後の高校生が神宮で記録した2本目の本塁打であった。同年の京東高の成績は32勝2分で、超高校級の野球チームであった。3年次の1961年には捕手となり、野球以外でも1月に開かれた冬季体育大会スピードスケート1500m部門で2分49秒18の記録で1位を占めた経験がある。
京東高校卒業後は明治大学の島岡吉郎監督に誘われて留学を希望していたが、当時の日韓関係 や徴兵制度を終えていないことが理由でかなわなかった。1962年に韓国農業銀行へ入社し、同年1月に台湾で開催された第4回アジア野球選手権大会韓国代表の捕手に選出された。最終日となった1月9日のフィリピン戦に1番打者で出場し、3-0と韓国リードで迎えた4回裏1死3塁の状況で2点本塁打を放ち、これが大会唯一の本塁打であったチームは、5-1で勝利して台湾と同率2位を入った。試合が行われた台北松山球場は開場以来、外国人として白が初めて本塁打を放った。アジア野球選手権からの帰路に立ち寄った東京で、東映フライヤーズと電撃的に仮契約を結ぶ。韓国政府要人の口添えもあって、ようやく入団を果たす。当時の野球協約では、入団時に外国籍でも出生時に日本国籍を持っていた選手を外国人扱いとしない規定だった事から、日本人扱いとなる。日本で野球の勉強をするというつもりであったが、入団時の触れ込みは「韓国球界が生んだ最強捕手」であり、韓国側では外国在勤者として兵役を免除した。来日してみたものの、3ヶ月ほどは日本食が食べられず、刺身も焼いてもらったり煮てもらったり、いろいろと先輩の張本勲らのフォローを受けながら、だんだんと慣れていったという。同年には大韓体育会大韓民国最優秀選手賞を受賞。
2年目の1963年6月26日に主力捕手の相次ぐ故障離脱によって、一軍から声がかかる。本拠地球場の場合は二軍の捕手は一軍の練習を手伝いに行くため、その日もミットだけ持って行った。水原茂監督に「おい、白。打ってみなさい」と言われたが、普段の白はバットを振ったりすると怒られるため、バットを持って来ていなかった。張本に借りて打ったら、水原が「おまえ今日、試合出るよ」と言った。同日の南海戦（神宮）での0-7と劣勢の7回、スタメンの丸山公巳に代わって捕手として出場し、ついに念願の日本プロ野球デビューを果たした。最初に投手が投げた時、球はミットに入っていたが、白は入ってないような気がして、ハッと後ろを見た。審判がびっくりして「おい、白。何しとんの?」と言ったため、白は「いや、なんでもない」と言ってから、足を後ろにずらして、スパイクで審判の足を蹴った。そしたら「あいた!何しとるの?』と反応があり、夢ではないことを自分で確かめた。白は後に「なんでそこまでやったか言うたら、僕は日本のプロ野球、1試合でも出ればやめてもいいと。出るのが夢で、目標だったからですよ」と振り返っているが、同年は1試合でやめるどころか、20試合に出場。武器は強打、インサイドワークに難があったものの、打撃を買われて先発マスクも経験した。
3年目の1964年後半には安藤順三に代わり正捕手の座を獲得し、1965年には116安打・14本塁打を記録。評価の高い打撃を活かしクリーンアップとして起用されたが、同年に水原から冗談めかして「お前が捕手をすると試合に負ける」と言われて、外野手に転向を命じた。戦後はシベリアで抑留された経験もある水原が、異郷の地で孤軍奮闘する白に気を配ったものかもしれないが、白も「捕手に限界を感じていたから、うれしかった。もともと僕の取り柄は打撃と足です」と語っている。体型こそ当時の捕手らしく、ずんぐりむっくりであったが、足もさることながら、敏捷な動きも魅力であった。「目標は広瀬叔功（南海）さん」とパ・リーグ屈指の韋駄天を目指した白は、外野手として打撃に集中していく。盗塁阻止率.458は、森昌彦（巨人）と並んで両リーグトップを記録している。
1967年には初の規定打席に到達し（11位、打率.280）、1968年に打線の3番を任されるまでに成長を遂げた。1970年5月23日の近鉄戦（後楽園）で新人の太田幸司と対戦したが、際どい球で三振と判定されたことに激高し、元ボクサーでアクションジャッジで有名であった露崎元弥球審と大立ち回りを演じ暴行で退場となる。2日後の25日に同球審より暴行傷害の罪で刑事告訴され、これはプロ野球史上初の出来事であったが、3日後の28日に和解が成立。当時の新聞報道によると、暴力行為を反省した白は、露崎に謝罪するため自宅を訪問したが不在であった。この時露崎は、白の訪問とすれ違う形で警察に出向き、白を刑事告訴するための手続きをしていた。
この頃には入団時の兵役免除の方針も変更となったことから、東映は駐日大韓民国大使館などに働きかけ、大韓民国国軍の兵役免除を継続してもらうよう要請したが、結局帰国命令が出たため、同年12月に日本に妻子を置いたまま韓国に帰国。翌1971年5月1日に復帰。実際兵役に就いたのかについては、再来日直後に口ごもりながら「軍隊には行かなかった。兵役検査も受けなかった」と述べ、約5ヶ月間、父親が経営を始めた牧場の手伝いと体調を崩していた母親の看病をしていたとし、日本へ戻るのが開幕1ヶ月後になったのは、期限切れ査証の再発行手続きを韓国側がなかなかしてくれなかったためと説明した。大韓民国政府が「軍隊に行かず日本で野球をしている」という韓国内の批判をかわすため、白を一時帰国させて表向きは大韓民国国軍に所属していた様に見せかけ、日本へ戻すにしても開幕に合わせて戻したのではあまりにも露骨なため、時期をわざと遅らせたのが真相といわれている。なお同年の成績は前年からは大きく下落したが、「事情が事情だけに今回は特例」という球団側の情状酌量で、年俸は現状維持に据え置かれた。この年の1年だけ江本孟紀とチームメイトになったが、江本によると、白は若手を集めて軍隊仕込みの匍匐前進の特訓をさせるなど鬼軍曹のような人で、大杉勝男とロッカールームで喧嘩し張本が収めたが、江本は「プロ野球界で俺が見聞きした喧嘩の中でダントツナンバーワンの迫力だった」という。また江本が1年目のキャンプのフリーバッティングに登板し、大杉と白に10球連続でボールを投げた際には、大杉と共に「バカ野郎」「アホか」「ストライク入らん奴がプロのピッチャーか」と貶され、しまいにバットとボールが飛んできたという。
1972年にはリーグ3位の打率.315・19本塁打の好記録を残すが、チームが「日本ハムファイターズ」になった翌1975年に東田正義との交換トレードで、太平洋クラブライオンズへ移籍。同年は打率.319で首位打者を獲得し、日本プロ野球史上初の「規定打席ちょうどの首位打者」となった。出場を調整しての戴冠ではなく、捻挫と肉離れ、死球禍による左手薬指の骨折などの故障を経ながら到達した規定打席であったが、ベストナインにも選出された。1977年に安木祥二と共に、長谷川一夫、倉持明と交換トレードでロッテオリオンズに移籍。首脳陣と衝突して引退を決意するも、1979年、新任の山内一弘監督に説得されて現役を続行すると、プロ18年目でのキャリアハイを迎える。シーズンを通して安定感を維持して、最終的に自己最高の打率.340、特に初球は打率.472、得点圏打率.391と、持ち前の積極的で勝負強い打撃も真価を発揮、「もっとも充実したシーズン」と振り返る1年となった。1981年には近鉄バファローズへ移籍し、同年限りで退団。20年の長きにわたり日本球界で活躍し、帰国、来日したときからの「いつか韓国で野球を広める」という目標を達成するためであった。
1982年に発足した韓国プロ野球のMBC青龍に選手兼任監督（指名打者）として入団し、打率.412をマークして初代首位打者を獲得。この記録は現在まで韓国プロ野球史上シーズン最高打率で、韓国プロ野球史上唯一の4割打者である。
3月の開幕当初は5番を打ったが、4月からは4番に座ると、マルチヒットを連発し4月以降で3割台などを経験することなく4割を維持し続け、打率.412でゴール。250打数103安打19本塁打、71試合での達成で、実力者の貫禄を示した。 
発足1年目でシーズン運営も手探りのため、1チームが年間80試合をこなすのに3月から10月まで試合を分散させ、スケジュールが楽であったことが38歳の年齢には優しかった。
プロ元年の開幕戦である同年3月27日の三星戦（東大門）に5番・指名打者で先発出場し、6回の裏には追撃のセンター越えソロ本塁打を打ちながら、延長10回裏に故意四球で出塁した後、李鍾道がサヨナラ満塁本塁打を打った。サヨナラのホームを踏んだ白は試合終了後のインタビューで、日本時代に味わった蔑視と悲しみを思い出したのか、しきりに涙を流した。この時に劇的な逆転勝ちに感激したファンがグラウンドに乱入し、韓国球界では歴代屈指の名インタビューで広く知られている。当時の白は満39歳で、6球団の監督の中で最も若かった。発足時のコーチは2人であったが、後期から打撃と守備を強化するために二塁手出身の韓東和をコーチに迎え入れ、MBCは元年6球団の中で唯一3人のコーチが所属した。1983年に姦通罪で逮捕されたため、シーズン途中で監督職を解任され、選手としては同球団から放出された。釈放後は三美スーパースターズに選手兼任打撃コーチとして移籍し、離婚して告訴も取り下げて復帰したが、感覚が低下して力が蘇ることはなかった。1984年引退。

### 引退後
引退後の5年間（1985年 - 1989年）はゴルフ用品関連事業を行ったが、MBCの後身であるLG監督（1990年 - 1991年）、三星監督（1995年 - 1997年）、延世大学校打撃インストラクター（1998年）、ハンファ打撃インストラクター（1999年、2001年）、三星打撃インストラクター（2000年）SK打撃インストラクター（2002年）、ロッテ監督（2002年 - 2003年）と各球団で指導者を歴任。LG監督1年目の1990年にはリーグ優勝、4連勝でシリーズ優勝に導き、KBOリーグ最優秀監督賞を受賞。三星監督時代には練習態度が不良であると目した二塁手の姜起雄と激しい意見の相違を起こし、姜を最終的に現代にトレードした。このトレードは姜の野球への情熱を湿らせる事になり、姜はトレードを拒否するとともに、現代選手団への参加を電撃拒否。結局、1997年2月17日に現代が任意脱退公示をし、現役から引退した。
3年目の1997年シーズン中に脳出血で倒れて一時休養後に復帰したが、体調が戻らずシーズン途中で監督職から退いた。ロッテ監督時代には2年目の李大浩にダイエットを指示し、アヒル歩きをした李大浩は膝軟骨の損傷を受け、二軍に降格した。李大浩はこの時期が野球人生で一番辛かったと回想している。捕手不足という理由でエース投手の孫敏漢を捕手に専業させようとしたが、孫は拒否。これに白はハンファの捕手であった蔡相秉との1:1のトレードをしようとしたが、球団社長と団長の反対により失敗した。
2003年は成績不振でシーズン途中解任され、再び現場に復帰することはなくなった。辞任後は個人事業を営みながら解説者の活動を並行するが、2007年に突如健康が悪化して休養。2008年より巨人のホームゲーム韓国放送権を確保したSBSスポーツチャンネルと3年間の専属解説委員契約を結び、李承燁が在籍していたことから視察のため、毎年巨人の春季キャンプを訪れていた。2009年、日本の外務省の外郭団体である日韓文化交流基金よりプロ野球を通じた日韓交流と友好親善への功績が評価され、同団体より日韓の文化交流に貢献のあった韓国人に贈られる「日韓文化交流基金賞」を受賞した。同年には雑誌「野球小僧」のインタビューを受け、「日本プロ野球では日本人扱いとなっているが、韓国籍で韓国の学校を卒業しているため通算成績を外国人扱いにしてほしい」と語っている。

## エピソード
- 1967年7月19日の近鉄戦（後楽園）で逆転サヨナラ3ラン本塁打を打つも前の走者を追い越してしまい本塁打を取り消され、おまけに延長戦の末、チームは負けてしまった。
- 白をよく可愛がっていた張本勲が守備練習中にお世辞にも上手いと言えない白の一塁守備を褒めたところ、三塁手から送球が来たにもかかわらず白はクルリと回ってお礼を言ってしまい、顔にボールが直撃してしまった。
- 東映時代、ある試合で南海の野村克也のささやき戦術への対抗策として、耳栓をして打席に入った。しかしそれを見た野村から、投手との勝負が二の次になって勝機ありと見られ、結局内野フライに打ち取られた。
- 現役時代、選手生活の傍ら、横浜市保土ケ谷区天王町で焼肉店「白」を経営[15]。

## 詳細情報

### 年度別打撃成績
| 年 度     | 球 団              | 試 合 | 打 席 | 打 数 | 得 点 | 安 打 | 二 塁 打 | 三 塁 打 | 本 塁 打 | 塁 打 | 打 点 | 盗 塁 | 盗 塁 死 | 犠 打 | 犠 飛 | 四 球 | 敬 遠 | 死 球 | 三 振 | 併 殺 打 | 打 率 | 出 塁 率 | 長 打 率 | O P S |
| --------- | ------------------ | ----- | ----- | ----- | ----- | ----- | -------- | -------- | -------- | ----- | ----- | ----- | -------- | ----- | ----- | ----- | ----- | ----- | ----- | -------- | ----- | -------- | -------- | ----- |
| 1963      | 東映 日拓 日本ハム | 20    | 19    | 19    | 0     | 3     | 0        | 1        | 0        | 5     | 0     | 0     | 0        | 0     | 0     | 0     | 0     | 0     | 4     | 0        | .158  | .158     | .263     | .421  |
| 1964      | 東映 日拓 日本ハム | 92    | 264   | 250   | 25    | 63    | 12       | 1        | 6        | 95    | 23    | 9     | 4        | 3     | 0     | 8     | 0     | 3     | 34    | 5        | .252  | .284     | .380     | .664  |
| 1965      | 東映 日拓 日本ハム | 116   | 378   | 356   | 43    | 95    | 14       | 2        | 14       | 155   | 44    | 9     | 9        | 4     | 3     | 11    | 0     | 4     | 28    | 14       | .267  | .294     | .435     | .730  |
| 1966      | 東映 日拓 日本ハム | 126   | 382   | 363   | 42    | 95    | 13       | 1        | 4        | 122   | 23    | 18    | 5        | 3     | 0     | 12    | 0     | 4     | 30    | 16       | .262  | .293     | .336     | .629  |
| 1967      | 東映 日拓 日本ハム | 128   | 431   | 396   | 43    | 111   | 17       | 4        | 10       | 166   | 51    | 13    | 4        | 12    | 3     | 15    | 0     | 5     | 24    | 13       | .280  | .313     | .419     | .732  |
| 1968      | 東映 日拓 日本ハム | 117   | 397   | 382   | 52    | 113   | 13       | 3        | 15       | 177   | 51    | 9     | 4        | 2     | 1     | 9     | 0     | 3     | 21    | 8        | .296  | .316     | .463     | .780  |
| 1969      | 東映 日拓 日本ハム | 109   | 472   | 454   | 68    | 132   | 17       | 9        | 12       | 203   | 46    | 13    | 5        | 0     | 2     | 13    | 1     | 3     | 31    | 18       | .291  | .314     | .447     | .761  |
| 1970      | 東映 日拓 日本ハム | 127   | 540   | 496   | 67    | 137   | 30       | 2        | 18       | 225   | 64    | 28    | 10       | 2     | 4     | 36    | 1     | 2     | 39    | 13       | .276  | .325     | .454     | .779  |
| 1971      | 東映 日拓 日本ハム | 107   | 448   | 421   | 47    | 100   | 11       | 4        | 11       | 152   | 38    | 17    | 9        | 0     | 0     | 26    | 2     | 1     | 37    | 16       | .238  | .283     | .361     | .645  |
| 1972      | 東映 日拓 日本ハム | 126   | 529   | 486   | 67    | 153   | 33       | 3        | 19       | 249   | 80    | 20    | 13       | 4     | 2     | 35    | 3     | 2     | 32    | 16       | .315  | .362     | .512     | .874  |
| 1973      | 東映 日拓 日本ハム | 96    | 312   | 291   | 27    | 72    | 13       | 0        | 6        | 103   | 20    | 8     | 6        | 2     | 1     | 16    | 2     | 2     | 22    | 5        | .247  | .290     | .354     | .644  |
| 1974      | 東映 日拓 日本ハム | 114   | 457   | 418   | 63    | 109   | 20       | 1        | 15       | 176   | 42    | 24    | 5        | 5     | 3     | 22    | 1     | 9     | 19    | 18       | .261  | .310     | .421     | .731  |
| 1975      | 太平洋(NPB)        | 102   | 403   | 379   | 57    | 121   | 18       | 2        | 16       | 191   | 53    | 13    | 6        | 2     | 3     | 17    | 0     | 2     | 18    | 11       | .319  | .349     | .504     | .853  |
| 1976      | 太平洋(NPB)        | 121   | 498   | 469   | 54    | 135   | 17       | 2        | 17       | 207   | 59    | 15    | 10       | 3     | 2     | 23    | 1     | 1     | 33    | 22       | .288  | .321     | .441     | .763  |
| 1977      | ロッテ(NPB)        | 126   | 490   | 452   | 50    | 127   | 11       | 2        | 16       | 190   | 56    | 6     | 6        | 1     | 4     | 30    | 2     | 3     | 33    | 11       | .281  | .327     | .420     | .748  |
| 1978      | ロッテ(NPB)        | 58    | 181   | 171   | 19    | 44    | 7        | 0        | 3        | 60    | 11    | 5     | 0        | 1     | 1     | 7     | 1     | 1     | 12    | 9        | .257  | .289     | .351     | .640  |
| 1979      | ロッテ(NPB)        | 124   | 443   | 415   | 47    | 141   | 25       | 4        | 18       | 228   | 71    | 3     | 5        | 1     | 1     | 21    | 2     | 5     | 25    | 20       | .340  | .378     | .549     | .927  |
| 1980      | ロッテ(NPB)        | 76    | 182   | 167   | 11    | 36    | 1        | 2        | 5        | 56    | 21    | 0     | 1        | 0     | 5     | 7     | 1     | 3     | 17    | 4        | .216  | .253     | .335     | .588  |
| 1981      | 近鉄               | 84    | 214   | 194   | 19    | 44    | 11       | 0        | 4        | 67    | 23    | 2     | 2        | 2     | 0     | 14    | 0     | 4     | 12    | 6        | .227  | .292     | .345     | .638  |
| 1982      | MBC                | 72    | 298   | 250   | 55    | 103   | 23       | 1        | 19       | 185   | 64    | 11    | 3        | 0     | 3     | 42    | 10    | 3     | 17    | 5        | .412  | .497     | .740     | 1.237 |
| 1983      | 三美               | 35    | 135   | 121   | 6     | 23    | 6        | 1        | 1        | 34    | 17    | 1     | 0        | 1     | 1     | 11    | 0     | 1     | 9     | 4        | .190  | .261     | .281     | .542  |
| 1984      | 三美               | 10    | 35    | 32    | 6     | 9     | 2        | 0        | 3        | 20    | 10    | 1     | 0        | 0     | 0     | 3     | 0     | 0     | 3     | 2        | .281  | .343     | .625     | .968  |
| NPB：19年 | NPB：19年          | 1969  | 7040  | 6579  | 801   | 1831  | 283      | 43       | 209      | 2827  | 776   | 212   | 104      | 47    | 35    | 322   | 17    | 57    | 471   | 225      | .278  | .316     | .430     | .746  |
| KBO：3年  | KBO：3年           | 117   | 468   | 403   | 67    | 135   | 31       | 2        | 23       | 239   | 91    | 13    | 3        | 1     | 4     | 56    | 10    | 4     | 29    | 11       | .335  | .418     | .593     | 1.011 |

- 各年度の太字はリーグ最高、赤太字はKBOにおける歴代最高
- 東映（東映フライヤーズ）は、1973年に日拓（日拓ホームフライヤーズ）に、1974年に日本ハム（日本ハムファイターズ）に球団名を変更
- 表中の太平洋（1975年 - 1976年在籍）は、NPBの太平洋クラブライオンズ
- 表中のロッテ（1977年 - 1980年在籍）は、NPBのロッテオリオンズ

### 年度別監督成績
レギュラーシーズン
| 年度      | 球団                 | 順位      | 公式戦順位(※1) | 試合   | 勝利 | 敗戦 | 引分 | 勝率 | ゲーム差(※2) |
| --------- | -------------------- | --------- | -------------- | ------ | ---- | ---- | ---- | ---- | ------------ |
| 1982年    | MBC青龍 LGツインズ   | 3         | 3 / 3          | 80     | 46   | 34   | 0    | .575 | 10.0         |
| 1983年    | MBC青龍 LGツインズ   | 3         | 3 / -          | 16(※3) | 7    | 9    | 0    | .438 | -            |
| 1990年    | MBC青龍 LGツインズ   | 1         | 1              | 120    | 71   | 49   | 0    | .571 | -            |
| 1991年    | MBC青龍 LGツインズ   | 6         | 6              | 126    | 53   | 71   | 2    | .425 | 28.0         |
| 1996年    | サムスン・ライオンズ | 6         | 6              | 126    | 54   | 67   | 5    | .448 | 17.5         |
| 1997年    | サムスン・ライオンズ | 4         | 4              | 85(※4) | 44   | 36   | 5    | .550 | -            |
| 2002年    | ロッテ・ジャイアンツ | 8         | 8              | 71(※5) | 18   | 53   | 0    | .254 | 48.5         |
| 2003年    | ロッテ・ジャイアンツ | 8         | 8              | 92(※6) | 23   | 66   | 3    | .258 | -            |
| 通算：8年 | 通算：8年            | 通算：8年 | 通算：8年      | 716    | 316  | 386  | 14   | .450 |              |

- MBC青龍は、1990年にLGツインズに球団名を変更

※1　1982年、1983年は前後期リーグ制での各期の順位。
※2　公式戦1位とのゲーム差。
※3　開幕から16試合消化時点で、上述の家庭内の不祥事で逮捕され、これを理由に解任。
※4　開幕から56試合消化時点の6月23日、上述の脳出血で休養。その後、同年8月1日復帰するが体調が回復せず、29試合消化後、9月23日正式に辞任。
※5　開幕から62試合消化時点で、成績不振で解任された前任監督の禹龍得（ウ・ヨンドゥク）の後を継いで就任。
※6　開幕から92試合消化時点で、成績不振で解任。
ポストシーズン
| 年度   | 球団       | ステージ     | 対戦相手             | 結果 | 星取表 |
| 1990年 | LGツインズ | 韓国シリーズ | サムスン・ライオンズ | 4勝  | ○○○○   |

- 太字は勝利したシリーズ

### タイトル
NPB
- 首位打者：1回 （1975年）

KBO
- 首位打者：1回 （1982年）

### 表彰
NPB
- ベストナイン：1回 （1975年）

### 記録
NPB初記録
- 初出場：1963年6月26日、対南海ホークス12回戦（明治神宮野球場）、7回表に捕手として出場
- 初先発出場：1963年6月27日、対南海ホークス13回戦（明治神宮野球場）、8番・捕手として先発出場
- 初安打：同上、6回裏に三浦清弘から内野安打
- 初盗塁：1964年3月28日、対東京オリオンズ1回戦（後楽園球場）、8回裏に二盗（投手：中西勝己、捕手：醍醐猛夫）
- 初打点：1964年3月31日、対南海ホークス4回戦（大阪スタヂアム）、8回表に高橋栄一郎から適時打
- 初本塁打：1964年8月2日、対南海ホークス21回戦（後楽園球場）、2回裏に高橋栄一郎から左越2ラン

NPB節目の記録
- 1000試合出場：1972年6月30日、対ロッテオリオンズ11回戦（後楽園球場）、1番・中堅手として先発出場　※史上159人目
- 100本塁打：1972年7月2日、対ロッテオリオンズ14回戦（後楽園球場）、8回裏に木樽正明から左越ソロ　※史上67人目
- 1000安打：1972年10月10日、対阪急ブレーブス26回戦（平和台球場）、2回表に石井茂雄から中前安打　※史上81人目
- 150本塁打：1976年5月29日、対近鉄バファローズ前期10回戦（藤井寺球場）、1回裏に井本隆から先制ソロ　※史上43人目
- 1500試合出場：1976年10月6日、対南海ホークス後期13回戦（大阪スタヂアム）、5番・中堅手として先発出場　※史上52人目
- 1500安打：1977年7月13日、対日本ハムファイターズ後期2回戦（川崎球場）、6回表に野村収から左前安打　※史上32人目
- 200本塁打：1979年10月4日、対阪急ブレーブス後期10回戦（西京極球場）、3回表に佐藤義則から左越2ラン　※史上32人目

NPBその他の記録
- オールスターゲーム出場：4回 （1967年、1970年、1972年、1979年）

### 背番号
- 68 （1962年）
- 41 （1963年 - 1966年）
- 7 （1967年 - 1974年）
- 6 （1975年 - 1976年）
- 9 （1977年 - 1978年）
- 2 （1979年 - 1980年、1982年 - 1984年、1990年 - 1991年）
- 22 （1981年）
- 80 （1996年）
- 77 （1997年）
- 90 （2002年 - 同年途中）
- 71 （2002年途中 - 2003年）